# Astronomía amateur

Astrónomos amateur observando la lluvia de perseidas en el río Delaware, Nueva Jersey, EE. UU. en agosto de 2006.

La astronomía amateur es la realizada por astrónomos no profesionales. Se suele considerar astrónomo amateur a aquel astrónomo aficionado que no solo observa el cielo sino que además contribuye a la astronomía con sus propias observaciones. En muchas ocasiones, la frontera entre astrónomos profesionales y amateur es muy tenue porque algunos de ellos han contribuido de manera destacada al desarrollo de la astronomía o a nuestro conocimiento del cielo nocturno.
Esta denominación es discutida dada la aún más leve diferencia entre los astrónomos amateur y aficionados.
La observación visual ha sido tradicionalmente la primera actividad realizada dentro de la astronomía amateur. Por lo general, los primeros pasos se dan contemplando el cielo a simple vista, sin ayuda de ningún instrumento óptico. Con el paso del tiempo, es habitual que se siga observando con ayuda de prismáticos, para luego pasar al uso de un telescopio. En los últimos tiempos esto está cambiando drásticamente ya que las nuevas tecnologías CCD e Internet están abriendo posibilidades insospechadas hace menos de una década.
Las diferentes ramas en las que se puede dividir la observación visual, son esbozadas a continuación:
- Solar: Para observadores con experiencia, ya que es necesario adoptar medidas de seguridad.

- Lunar

- Planetaria: La observación de los planetas puede proporcionar información muy útil sobre los cambios que se producen en sus atmósferas.

- Eclipses: De forma totalmente casual, los diámetros de la Luna y el Sol tal y como se ven desde nuestro planeta son aproximadamente iguales, lo que provoca, cuando los tres cuerpos se alinean, que ocurran eclipses, tanto de Sol como de Luna. Ambos tipos pueden ser totales o parciales. Como otro tipo de eclipses pueden considerarse las ocultaciones. Estas suceden cuando la luna oculta a otros planetas o estrellas (ocultaciones lunares) o cuando cuerpos menores, generalmente asteroides, al trasladarse por su órbita ocultan estrellas (ocultaciones esteroidales).

- Cielo profundo: Galaxias, nebulosas, cúmulos de estrellas abiertos o globulares… hay centenares de objetos que están al alcance de cualquier telescopio.

- Estrellas dobles: Unos de los campos de la astronomía que se puede practicar desde las ciudades y sin necesidad de instrumental complejo. Es interesante tanto por interés estético como por la utilidad de los resultados de las mediciones que se pueden realizar.

- Supernovas y estrellas variables: La búsqueda de supernovas, y el seguimiento de estrellas variables, son solo algunos ejemplos en donde la labor de los astrónomos amateur es más importante.

- Lluvias de meteoros: La cuenta sistemática de estrellas fugaces es una de las disciplinas de la astronomía amateur más simples y de mayor importancia, dada la dificultad de realizar las observaciones con medios automáticos.

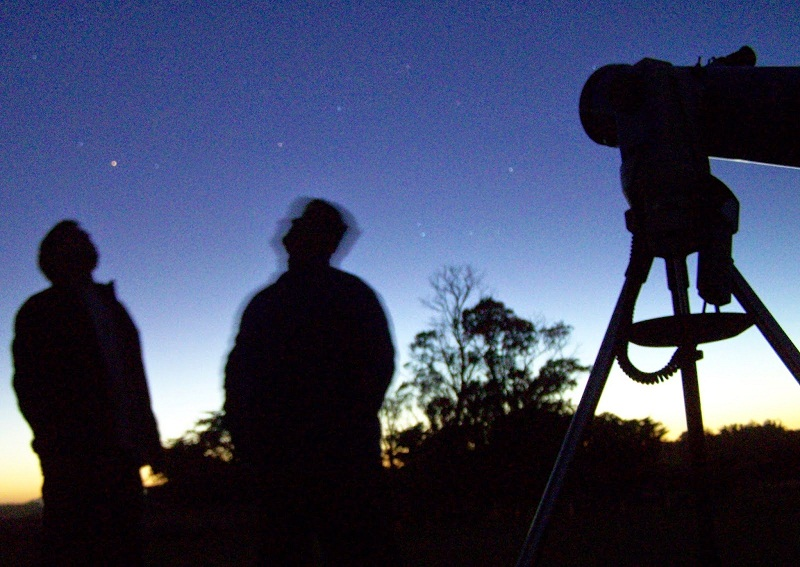
Astrónomos aficionados observan desde Laguna la Brava, Balcarce, Argentina.

## Astrofotografía
El siguiente paso para los astrónomos aficionados es el inicio en la astrofotografía. Aunque hasta hace poco se utilizaban cámaras reflex convencionales con películas de alta sensibilidad, la llegada al mercado de cámaras CCD relativamente baratas y, en especial, de las más baratas webcam han revolucionado el concepto de astrofotografía para los astrónomos amateurs. Es posible obtener imágenes de planetas y de algunas de las mayores nebulosas como la nebulosa de Orión. Algunos de los mayores cometas y de las lluvias de meteoritos también pueden ser fotografiadas adecuadamente por amateurs. Muchas publicaciones de divulgación en astronomía aceptan publicar las imágenes de astrónomos aficionados. Tribuna de Astronomía,  Universo o Fronteras de la Ciencia en España y revistas como Astronomy Magazine en el Reino Unido o Sky & Telescope en Estados Unidos. Algunas sociedades astronómicas amateur colaboran muy activamente con astrónomos profesionales en el seguimiento de cambios en la luminosidad de estrella variables, búsquedas de cometas o el seguimiento de las atmósferas de Júpiter y Saturno.

## Famosos astrónomos amateurs
- Alan Hale
- Thomas Bopp